# Julijan Sawicki
Julijan Sawicki (ur. 12 kwietnia 1915 we Lwowie, zm. 5 kwietnia 1945 w Ebensee) – ukraiński student, spiker radiostacji lwowskiej, który 30 czerwca 1941 odczytał przez radio akt odnowienia Państwa Ukraińskiego.
2 lipca 1941 aresztowany przez Gestapo. 20 lipca 1942 skierowany do niemieckiego obozu koncentracyjnego KL-Auschwitz (nr oboz. 49741), wraz z grupą działaczy OUN-B. Ewakuowany 17 stycznia 1945 w marszu śmierci do Loslau, skąd trafił do obozu KL-Mauthausen, gdzie dotarł 25 stycznia. Zmarł w obozie w Ebensee (podobozie KL-Mauthausen).

## Literatura
- Adam Cyra, Banderowcy w KL Auschwitz, [w:] „Studia nad Faszyzmem i Zbrodniami Hitlerowskimi”, t. XXX, Wydawnictwo Uniwersytetu Wrocławskiego, Wrocław 2008. wersja elektroniczna